# Frankenstein Jr.
Frankenstein, Jr. and The Impossibles es una serie de dibujos animados creada por los estudios estadounidenses de animación  Hanna-Barbera Productions. La serie está basada en el popular personaje de Mary Shelley, Frankenstein, y trata de una especie de robot de 30 pies de altura construido por el profesor Conroy para su hijo pequeño Buzz. Las fantasiosas aventuras de este robot llamado Frankenstein Jr. y Buzz serían emitidas en la cadena estadounidense CBS el 10 de septiembre de 1966 conjuntamente a la serie de Los Imposibles.

## Los personajes
- El Profesor Conroy: El Padre de las criaturas.
- Buzz (Boldy en Latinoamérica): Es un chico pequeño alegre e inquieto, fantasioso y dispuesto a vivir emocionantes aventuras.
- Frankenstein Jr: Un robot de 30 pies de altura. Con una fuerza sobrehumana y la capacidad de volar, gracias a unos propulsores que lleva implantados en la espalda. Tiene la piel de color metálico, un aspecto imponente de fortaleza. Se viste con un jersey enorme de color verde oscuro, cuyas mangas están hechas jirones. Sobre su pecho lleva un logotipo en forma de triángulo, con el vértice apuntando hacia abajo. Dicha figura es de color rojo y lleva escrita la letra F. Sobre el pecho lleva sujeta con un broche dorado y redondo una capa de color morado que cuelga a su espalda. Lleva unos pantalones morados y astrados que dejan al descubierto sus enormes pies calzados con botas amarillas. Su cara de bonachón tiene una amplia mandíbula que recuerda el cucharón de una excavadora. Como si de un superhéroe se tratara oculta su rostro con un antifaz negro. Sobre su cráneo, las costuras propias del monstruo remendado que es. Y encima de la cabeza una antena que permite a Buzz, el comando. También presenta costuras en sus manos.

## El antecedente
Debido al éxito cosechado por la serie Gigantor, en Estados Unidos, (conocida como Tetsuin Go en Japón, e Iron man 28 en México), estrenada en Estados Unidos en enero de 1966, la compañía de animación Hanna-Barbera, siempre ávida de explorar todos los ámbitos, desarrolló este concepto y lo presentó en pantalla., conjuntamente con la serie de los Imposibles, una especie de grupo caricaturizado inspirado entre una mezcla de los 4 Fantásticos de Stan Lee y el Trío Galaxia de Alex Toth.

## Los episodios
- Los episodios de Frankenstein Jr. comenzaron a emitirse por la cadena estadounidense CBS el 10 de septiembre de 1966, con una periodicidad semanal, emitiéndose los sábados, conjuntamente a los episodios de los Imposibles, de los que se emitían dos episodios cada vez por uno de los del gigantesco héroe robótico.
- En 1967 la cadena CBS confeccionó un programa dirigido al público infantil, con series principalmente animadas de corte heroico. Dicho programa se tituló, The Saturday Morning TV y comenzaba su emisión a las nueve de la mañana de los sábados con la emisión de las series de aventuras de Frankenstein Jr. y de los Imposibles. Dichas series iban seguidas después de otras producidas también por Hanna-Barbera recién estrenadas tal que Los Herculoides, Shazzan, el Fantasma del Espacio, Moby Dick, Mighty Mightor, Aquaman (que no era de Hanna-Barbera), Jonny Quest y Tom y Jerry, hasta concluir a las 12:00 del mediodía.[3]
- A continuación la relación de los episodios con su título original en inglés traducido, y una breve sinopsis del capítulo.

1. El Monstruo Eléctrico (The Shocking Electrical Monster) 10 de septiembre de 1966: El Doctor Shock ha creado en su isla un monstruo eléctrico que puede drenar el poder de Frankenstein. ¿Podrá Buzz junto a su amigo pararle los pies al malvado Doctor?
2. El Hombre araña (The Spyder Man)17 de septiembre de 1966: El Profesor ha inventado un detector de espías. El Hombre araña va detrás del aparato y quiere apoderarse de él.
3. La Amenaza del Museo de Cera ( The Menace From The Wax Museum) 24 de septiembre de 1966: El Doctor Amenaza ha construido tres monstruosas creaciones de cera. ¿Podrán detenerlos?
4. El Cerebro Alienígena 1.ª parte (The Alien Brain From Outer Space)1 de octubre de 1966: Un cerebro alienígena venido del espacio llega a la tierra y captura a Buzz y a su padre.
5. El Cerebro Alienígena 2.ª parte (The Alien Brain From Outer Space, part 2) 8 de octubre de 1966: Buzz activa a Frankenstein Jr. para que acuda en su ayuda y los rescate.
6. OVNI Objeto Villano No Identificable (UFO - Unidentified Fiendish Object)15 de octubre de 1966:Washington está siendo atacado por Zargon un robot gigantesco destructor. ¿Podrán Frankenstrein Jr. y Buzz salvar la ciudad?
7. Las Plantas Extraterrestres (The Unearthly Plant Creatures) 22 de octubre de 1966: El HombrePlanta, descubre tras plantas gigantescas congeladas en el ártico. En su laboratorio, les devuelve la vida y las pone a su control.¿Podrá el dúo de héroes parar los diabólicos planes del HombrePlanta?
8. Las Imágenes Vivientes Mortales (The Deadly Living Images)29 de octubre de 1966: El inventor loco crea un artefacto capaz de hacer que las imágenes cobren vida por breves instantes.¿Podrán Frankie y Buzz detenerle?.
9. El Colosal Monstruo de Basura (The Colossal Junk Monster) 5 de noviembre de 1966: El Hombre basura quiere acabar con Frankenstein Jr. Por ello ha creado a Basuzilla. Captura a Buzz y tiende una trampa a Frankenstein para que cuando venga a rescatar a Buzz se enfrente a su colosal monstruo.
10. Los Increíbles Monstruos Acuáticos (The Incredible Aqua Monster) 12 de noviembre de 1966: El Doctor Garfio, libera a tra monstruos en las reservas de agua de los Conroy estos crecen creando el caos. Mientras el Doctor Garfio roba el nuevo submarino de la marina.
11. El horrible genio gigante (The Gigantic Ghastly Genie)19 de noviembre de 1966: Zorbo el gran mago Crea a un Horrible Genio Gigante para que destruya a Frankenstein Jr.
12. El Hombre Pájaro (The Birdman)26 de noviembre de 1966: El hombre pájaro rapta a dos astronautas. Frankenstein Junior y Buzz tendrán que rescatarlos y arruinar los maquiavélicos planes del Hombre pájaro.
13. La Invasión de los Robots (The Invasion Of The Robot Creatures) 3 de diciembre de 1966: Sutano el Diabólico villano de la galaxia X, llega a la tierra, con la demanda que esta se rinda a sus pies. Franquestein Jr. y Buzz impedirán que Sutano nos tiranice.
14. La Amenaza Manchú (The Manchurian Menace)10 de diciembre de 1966: La Amenaza Manchú ha creado un submarino nuclear con la intención de robar la cápsula espacial que regresa de Marte, con las primeras imágenes captadas del planeta rojo.
15. El Creador de Monstruos loco (The Mad Monster Maker )17 de diciembre de 1966: El Barón Von Ghoul, se ha refugiado en sus estudios de cine y ha reparado los monstruos de sus películas para después soltarlos por la ciudad de Londres y crear el pánico y el terror. Scotland Yard, llama a la familia Conroy para que les eche una mano en este asunto.
16. El Monstruomovil (The Monstermobile)24 de diciembre de 1966: El inventor Loco ha creado el Monstermovil, con el que pretende robar dinero a salvo de Frankenstein Junior y de la Policía.
17. El Monstruo de Masilla ratero(The Pilfering Putty Monster) 31 de diciembre de 1966: Mientras Buzz espera a su padre que está en un congreso ve a Mister Amenaza con un monstruo de Masilla robando una colección de monedas valorada en un millón de dólares. Buzz es raptado por Mister Amenaza y llama a Frankie. ¿Llegará este a tiempo?.
18. Espectralculares (The Spooktaculars) 7 de enero de 1967: El Doctor Espectro, ha creado una legión de horribles fantasmas con la que pretende apoderarse de Lapizvania. Frankenstein Jr. y Buzz se enfrentaran a sus planes.

## Los Imposibles
Es un grupo de tres músicos roqueros que mantienen una doble identidad. Cuando no ejercen de estrellas del Rock, utilizan sus superpoderes para combatir el crimen.

## Otras apariciones de Los Imposibles
- 2020, Los Imposibles salieron en un póster en la habitación de Shaggy en la película ¡Scooby!

## Personajes
- El Hombre fluido (Fluidhombre): se puede descomponer en líquido y volverse a componer como humano a voluntad.
- Espiral (Cangurhombre): Puede retorcer todo su cuerpo en poderosos muelles u adoptar otras configuraciones metálicas simples. Se desplaza a saltos.
- Multi-man (Multihombre): Puede duplicarse a sí mismo cuantas veces desee.[4]

## Doblaje
- Fluido: Paul Frees presta su voz a este personaje
- Espiral: Doblado por Hal Smith
- Multi: Don Messick se encarga del innumerable.[5]

## Episodios
- La serie se estrenó el 10 de septiembre de 1966 conjuntamente a la de Frankestein Jr. formando un tándem de media hora de duración en el que se emitían dos episodios de los Imposibles por cada uno de Frankenstein Jr..[6]
- A continuación la lista de los episodios con su título original en inglés y su traducción. También se incluye una breve sinopsis de los mismos y la fecha de emisión.[7]

1. El grasiento (The Bubbler) 10 de septiembre de 1966: El Grasiento ha secuestrado al Shá de Shish-ka-bob. Los Imposibles acudirán a su rescate.
2. El Hilandero (The Spinner) 10 de septiembre de 1966: El Hilandero ha robado una Tiara de un millón de dólares. Los Imposibles deberán recuperarla.
3. La peligrosa muñeca de Papel 17 de septiembre de 1966 (The Perilous Paper Doll): Una peligrosa muñeca de papel ha robado unos planes secretos, pero ahora necesita la segunda fase. Los Imposibles deberán impedírselo.
4. Beamatron(Beamatron) 17 de septiembre de 1966: Beamatron ha robado una valiosa pintura de un barco. Los Imposibles intentaran detenerlo.
5. El Excavador (The Burrower) 24 de septiembre de 1966: Con una excavadora, el Excavador roba medio millón de dólares y retorna a su guarida excavando. Los Imposibles
6. Tiempotron (Timeatron) 24 de septiembre de 1966: Como señor del Tiempo, Tiempotron, puede robar y saquear. Esta vez los Imposibles lo tienen difícil.
7. Smogula (smogula) 1 de octubre de 1966: Smogula, encierra a los Imposibles en un bloque de hielo y los deja abandonados en una profunda caverna sellada, mientras él se va a destruir la ciudad.
8. La mota siniestra (The Sinister Speck) 1 de octubre de 1966: La mota se puede reducir a sí mismo, y así es capaz de fotografiar los planes ultrasecretos. Los Imposibles tendrán que detener a un enemigo casi invisible.
9. Fero, el violinista diabólico (Fero, The Fiendish Fiddler) 8 de octubre de 1966: Con su violín místico, Fero pretende mandar a los Imposibles a otro mundo.
10. La Madre Horrible (Mother Gruesome)8 de octubre de 1966: La Madre Horrible hace que los personajes de ficción de los libros aparezcan en el mundo real y trabajen para ella cometiendo delitos. Los Imposibles tendrán que pararles los pies.
11. Televisatrón (Televisatron)15 de octubre de 1966: Televisatrón, ha capturado a los Imposibles en la programación televisiva y los envía de un programa a otro. Los Imposibles tendrán que encontrar una salida y detener a Televisatrón.
12. El Pintorucho Diabólico (The Diabolical Dauber) 15 de octubre de 1966: Gracias a un pincel especial, todo lo que el Pintorucho Diabólico pinta, se convierte en real. Como pinta fatal, los Imposibles se ven en la obligación de detenerlo.
13. Acueitor (Aquator)22 de octubre de 1966: Acueitor ha robado una fórmula secreta y se reduce a un tamaño microscópico. ¿Podrán los Imposibles encontrarlo?
14. El Miserable Profesor Estirado (The Wretched Professor Stretch) 22 de octubre de 1966: El Miserable profesor estirado comienza a hacer de las suyas y causar el caos y el pánico. Los Imposibles acuden para detener a esta pesadilla de goma.
15. El Dragster Satánico (The Devilish Dragster)29 de octubre de 1966: El Dragster Satánico ha sido robado, y es incomparable en velocidad. Los Imposibles intentan alcanzarlo.
16. El regreso del Hilandero (The Return Of The Spinner) 29 de octubre de 1966: El Hilandero roba un perro de valor incalculable. Los imposibles deberán recuperar al perro y detener al malhechor.
17. El Surfista satánico (Satanic Surfer) 5 de noviembre de 1966: El Surfista Satánico está haciéndole unas fotografías a un submarino nuclear cuandop se topa contra el barco de los Imposibles que va de camino hacia su guarida secreta. Los imposibles intentaran capturar al resbaladizo espía.
18. El Puzzlero (The Puzzler) 5 de noviembre de 1966: El Puzzlero, ha robado unos documentos secretos con intención de venderlos al mejor postor. Los Imposibles consiguen seguirlo hasta su guarida, pero el astuto Puzzlero es capaz en adoptar la forma que quiera, convirtiéndose en cualquier objeto.
19. El intrigante Rociadorol (The Scheming Spraysol) 12 de noviembre de 1966: El intrigante Rociadorol usa spray que le confieren una serie de habilidades. Usa el spray casco en su cabeza para dejar fuera de combate a sus enemigos. Roba unos documentos secretos y pretende venderlos al mejor postor. Los Imposibles deberán encontrar la forma de inutilizar sus armas.
20. El Escurridizo Escultor (The Scurrilous Sculptor) 12 de noviembre de 1966: El Escurridizo escultor está libre y convierte a todos en estatuas. Los Imposibles deberán detenerle antes de ser convertidos ellos también en estatuas.
21. El Virtuoso Arquero (The Artful Archer) 19 de noviembre de 1966: el Virtuoso Arquero ha robado un violín de valor incalculable y un millón de dólares. Los Imposibles seguirán la pista del feliz ladrón.
22. El Malicioso Hinchable (The Insidious Inflator) 19 de noviembre de 1966: El Malicioso Hinchable ha creado unas criaturas balón gigantescas; a las que envía a que delincan por él. Los Imposibles acudirán a parar esta espectacular amenaza.
23. El Ruin Diamante cegador (The Dastardly Diamond Dazzler) 26 de noviembre de 1966: El Ladrón de Joyas El Ruin Diamante Cegador, ha robado un diamante para despertar a genio que duerme en su interior. Los Imposibles deberán detenerle antes de que sea demasiado tarde.
24. El retorno del Peligroso Hombre de Papel (The Return Of The Perilous Paperman) 26 de noviembre de 1966: El Peligroso hombre de papel prepara su regreso ocasionándole a los Imposibles un montón de problemas. ¿Podrán atraparlo de nuevo?
25. La Bruja de los Trucos Cronella Critch (Cronella Critch The Tricky Witch) 3 de diciembre de 1966:Los Imposibles se enfrentan a la bruja Cronella y a su bolso lleno de trucos mágicos.
26. El terrible torbellino (he Terrible Twister) 3 de diciembre de 1966: El terrible torbellino es un desalmado criminal londinense que esta atracando las joyerías. Los Imposibles, intentaran echarle el guante.
27. El Profesor Alargado Rebota de nuevo (Professor Stretch Bounces Back)10 de diciembre de 1966: El Profesor alargado se fuga de la cárcel y retoma sus fechorías. Los Imposibles intentaran atrapar a este escurridizo criminal.
28. El terrorífico marcador (the Terrifying Tapper) 10 de diciembre de 1966: El Terrorífico marcador es un fanático de los teléfonos que ha conseguido el poder de transmitirse a sí mismo a través de las líneas telefónicas. Así puede llamar a cualquier lugar y aparecer en cualquier sitio y cometer cualquier robo o fechoría. Los Imposibles, se las verán y se las desearan para atraparlo.
29. El Pescador Inquieto (The Anxious Angler)17 de diciembre de 1966: El Pescador inquieto ha conseguido unos planos de una investigación secreta y planea vendérselos a un país rival. Los Imposibles habrán de impedírselo.
30. El Director de circo espabilado (The Rascally Ringmaster ) 17 de diciembre de 1966: El Director de circo espabilado, ha citado a varios patrocinadores para su espectáculo, y después les ha robado huyendo con un sustancioso botín. Los Imposibles, saldrán en la búsqueda del pícaro ladrón.
31. Billy el niñato (Billy The Kidder) 24 de diciembre de 1966: Billy el niñato se propone robar la Casa de Moneda de los Estados Unidos. Los Imposibles intentaran cercar a tan insolente ladrón.
32. El Diabólico Doctor Futuro (The Fiendish Dr. Futuro) 24 de diciembre de 1966: El Doctor futuro, llega al pasado con la intención de robar un lingote de oro. Los Imposibles se interpondrán en su camino.
33. La garra Astuta (The Crafty Clutcher) 31 de diciembre de 1966: La garra Astuta hace que sus guantes tomen vida y se dediquen a robar por él.
34. El Infame Mister Instante (The Infamous Mr. Instant) 31 de diciembre de 1969: El Infame Mister Instante, crea una arma que cuando es disparada hace que la gente afectada por ella cree tumulto y alboroto. Los Imposibles tendrán que sortear a las masas y detenerle.
35. El Estrambótico Bateador (The Bizarre Battler) 7 de enero de 1969: El Estrambótico bateador ha secuestrado a un valioso jugador de Béisbol y pide un sustancioso rescate por él. Los Imposibles se apresuran en su localización.
36. Eso no está bien Mister Hielo (The Not So Nice Mr. Ice) 7 de enero de 1969: Mister Hielo y su Compinche Mister Congelador, con su pistola de frío, congelan la ciudad con la intención de tomarla a su merced. Los Imposibles saldrán a defender la justicia.

## Otras apariciones
- 2020, Frankenstein Jr hace un cameo en un cómic en la habitación de Shaggy y en un videojuego del parque diversiones en la película ¡Scooby!